# Mare delle Ebridi

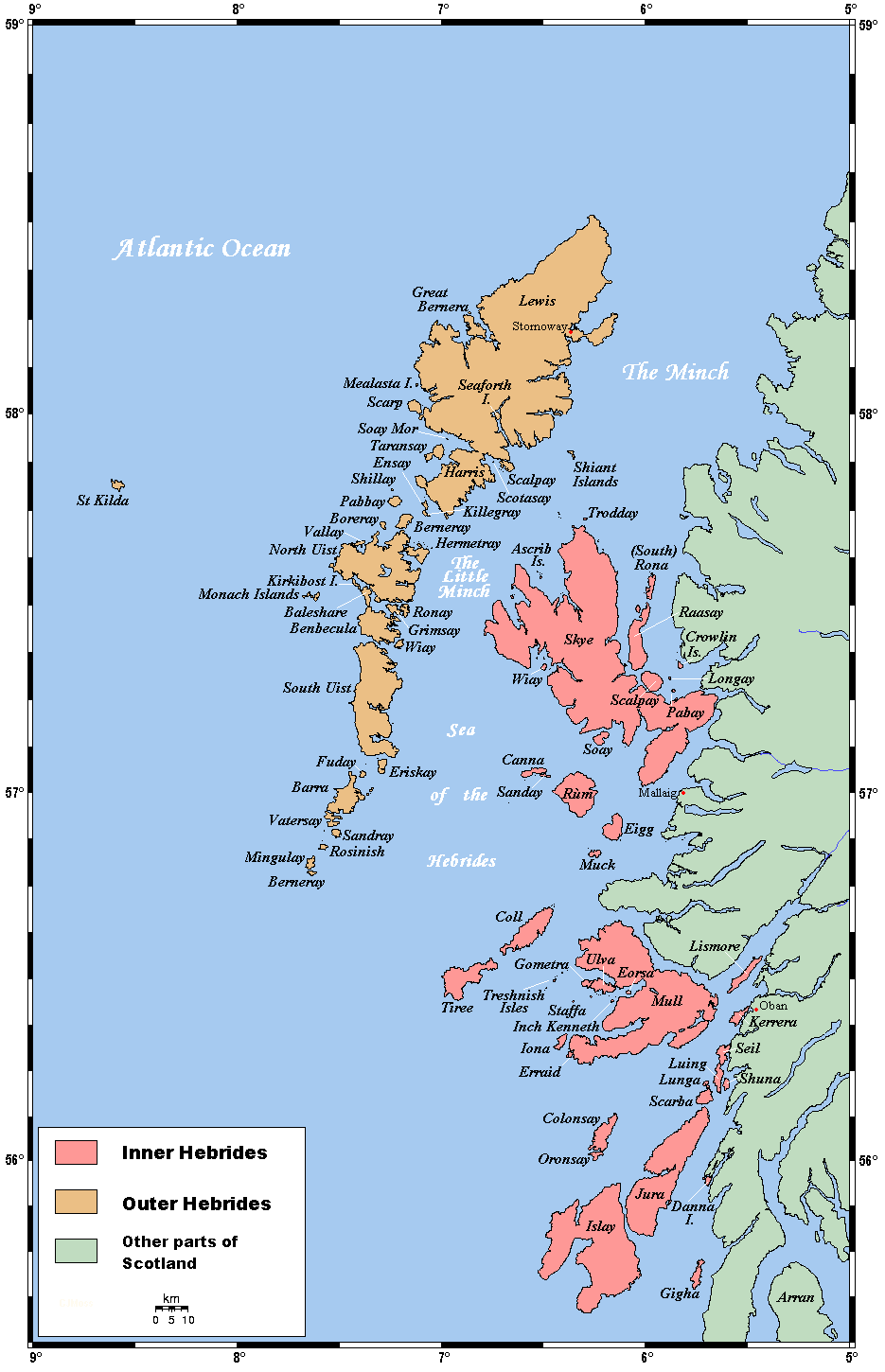
Le Ebridi Interne ed Esterne.

Il Mare delle Ebridi è una porzione dell'Oceano Atlantico settentrionale, situato al largo della costa occidentale della Scozia; il mare separa la terraferma scozzese e le isole Ebridi Interne settentrionali (ad est) dalle isole Ebridi Esterne meridionali (ad ovest). A nord, il Mare delle Ebridi si congiunge a The Minch.
Il Mare delle Ebridi forma parte dei Mari interni della costa occidentale della Scozia, come definito dall'Organizzazione idrografica internazionale, e parte dei mari occidentali della Scozia, per quanto riguarda la gestione della pesca.